# Cedar Creek
Cedar Creek és una població dels Estats Units a l'estat de Nebraska. Segons el cens del 2000 tenia 396 habitants.

## Demografia
Segons el cens del 2000, Cedar Creek tenia 396 habitants, 168 habitatges, i 133 famílies. La densitat de població era de 218,4 habitants per km².
Dels 168 habitatges en un 21,4% hi vivien nens de menys de 18 anys, en un 67,9% hi vivien parelles casades, en un 9,5% dones solteres, i en un 20,8% no eren unitats familiars. En el 16,7% dels habitatges hi vivien persones soles el 8,9% de les quals corresponia a persones de 65 anys o més que vivien soles. El nombre mitjà de persones vivint en cada habitatge era de 2,36 i el nombre mitjà de persones que vivien en cada família era de 2,63.
Per edats la població es repartia de la següent manera: un 18,2% tenia menys de 18 anys, un 4,3% entre 18 i 24, un 23% entre 25 i 44, un 31,8% de 45 a 60 i un 22,7% 65 anys o més.
L'edat mediana era de 49 anys. Per cada 100 dones de 18 o més anys hi havia 89,5 homes.
La renda mediana per habitatge era de 44.479 $ i la renda mediana per família de 54.063 $. Els homes tenien una renda mediana de 33.750 $ mentre que les dones 25.000 $. La renda per capita de la població era de 22.030 $. Aproximadament el 5,7% de les famílies i el 5,9% de la població estaven per davall del llindar de pobresa.

## Poblacions més properes
El següent diagrama mostra les poblacions més properes.